# 贞丰高原鳅
贞丰高原鳅（学名：Triplophysa zhenfengensis）为輻鰭魚綱鯉形目條鳅科高原鳅属的鱼类。为中国特有种，分布于贵州省贞丰县和兴仁市等地。

## 形态特征
贞丰高原鳅身体延长，前躯近圆筒状，后躯稍侧扁。全长34～98毫米，体长28～83毫米。身体背有细鳞。测线完全。雄性个体吻部两侧从眼前下缘起至口角处，有一表面布满细小角质乳突的长条形隆起。前后鼻孔不分开，前鼻孔在一鼻瓣中，鼻瓣后缘稍尖长，但不成须状。口下位，呈弧形，唇较厚，上唇完整，下唇中央有一大缺刻，唇面有浅皱褶，下颌前端露出，呈匙状，上颌中央有一齿状突起。须3对，较粗长。

## 扩展阅读
維基物種上的相關：贞丰高原鳅